# Je suis partout
Je suis partout (pl. Jestem wszędzie) – francuski tygodnik o charakterze prawicowym wychodzący w latach 1930–1944.

## Okres międzywojenny
Pismo zostało założone 29 listopada 1930 r. przez znanego wydawcę Jeana Fayarda. Redaktorem naczelnym był Pierre Gaxotte, a w skład zespołu dziennikarskiego wchodzili m.in. Lucien Rebatet, Alain Laubreaux, Ralph Soupault. W początkowym okresie istnienia koncentrowano się na problematyce międzynarodowej, bez zabarwienia politycznego. Jednakże redakcja pozostawała pod silnym wpływem idei wyznawanych przez Charles’a Maurras’a i działaczy Action Française, w związku z czym w krótkim czasie zaczęto publikować teksty o charakterze politycznym. Głównymi ich tematami była krytyka parlamentaryzmu, „dekadentyzmu” III Republiki i jej instytucji, nacjonalizm, antykomunizm. Coraz częściej pojawiały się także teksty zbliżające się do pochwały faszyzmu, zarówno francuskiego, jak i w innych krajach.
W 1932 r. pismo oficjalnie poparło Benito Mussoliniego. Podczas hiszpańskiej wojny domowej 1936–1939 dziennikarze „Je suis partout” zdecydowanie opowiadali się za Falangą gen. Francisco Franco. Od 1936 r. otworzono się również na niemiecki nazizm Adolfa Hitlera. Antysemickie wątki eksplodowały w gazecie po sprawie Stavisky’ego i rozpędzeniu w lutym 1934 r. prawicowej manifestacji w Paryżu. Bardzo krytycznie przyjęto sformowanie w 1936 r. lewicowego gabinetu Frontu Ludowego pod przewodnictwem działacza socjalistycznego żydowskiego pochodzenia Leona Bluma.
Od 1938 r. „Je suis partout” zaczęło propagować rasizm. W 1936 r. dotychczasowy wydawca J. Fayard zrezygnował z publikowania pisma. Stało się ono własnością zespołu młodych dziennikarzy i pisarzy, sympatyków rewolucji narodowej. Wiosną 1937 r. nominalnym redaktorem naczelnym został Robert Brasillach, wcześniej bardzo ostro atakujący intelektualistów i pisarzy związanych z Frontem Ludowym. Krótko przed wybuchem wojny francusko-niemieckiej 1940 r. pismo zostało zamknięte.
W „Je suis partout” poruszano także sprawy związane z Polską. Popierano marszałka Edwarda Rydza-Śmigłego i antykomunistyczne – jak je oceniano – poszczególne rządy, krytykowano słynny artykuł Marcela Deata pt. Mourir pour Dantzig?, nie zgadzano się z niemieckimi rewindykacjami terytorialnymi wobec Polski. Robert Brasillach napisał nawet artykuł akceptujący ideę wojny za Polskę. Nie zmieniało to jednak zasadniczego stanowiska tygodnika – wrogiego wojnie z III Rzeszą, pokrywającego się zresztą z postawą ówczesnej prawicy francuskiej.

## Kolaboracja
Wydawanie pisma wznowiono na początku 1941 r. Od 25 kwietnia funkcję redaktora naczelnego objął ponownie Robert Brasillach, który wrócił z obozu jenieckiego. Pismo deklarowało obronę punktu widzenia nacjonalizmu francuskiego, popierając rząd Vichy marszałka Philippe’a Petain’a i jego politykę kolaboracji z III Rzeszą. Stało się forum dla poglądów faszystowskich i faszyzujących ugrupowań francuskich. Nie mając większej konkurencji, jego nakład wzrósł z 46 tys. egzemplarzy w 1939 r. do 300 tys. w 1944 r. Kilku dziennikarzy wstąpiło do Francuskiej Partii Ludowej Jacques’a Doriota i Milicji Francuskiej Josepha Darnanda. Ostatni numer wyszedł w sierpniu 1944 r., czyli w momencie wyzwolenia Paryża przez aliantów.